# Dictyna szaboi
Dictyna szaboi är en spindelart som beskrevs av Cornelius Chyzer 1891. Dictyna szaboi ingår i släktet Dictyna och familjen kardarspindlar. Inga underarter finns listade i Catalogue of Life.